# ضلع آدم
ضلع آدم (بالإنجليزية: Adam's Rib)‏ فيلم أبيض وأسود درامي كوميدي أمريكي رومانسي إنتاج عام 1949 أخرجه جورج كيوكور من سيناريو من تأليف روث غوردون وغارسون كانين من بطولة سبنسر تريسي وكاثرين هيبورن يحكي قصة محامين متزوجين يقفون لمعارضة بعضهم البعض في المحكمة، شاركت جودي هوليداي في البطولة بدور البطولة الثالثة في دورها السينمائي الثاني. كما ظهر توم إيويل وديفيد واين وجان هاغن، قام بتلحين الموسيقى ميكلوس روزا، وكتب كول بورتر أغنية "وداعا، أماندا".
لاقى الفيلم استحسانًا عند صدوره ويعتبر كوميديا رومانسية كلاسيكية، تم ترشيحها لكل من قائمة معهد الفيلم الأمريكي 100 عام و100 فيلم، قائمة معهد الفيلم الأمريكي 100 عام ... 100 شغف، واحتلت المرتبة رقم 22 على معهد الفيلم الأمريكي 100 عام و100 ضحكة.

## طاقم التمثيل
- سبنسر تريسي بدور آدم بونر
- كاثرين هيبورن بدور أماندا بونر
- جودي هوليداي بدور دوريس أتينجر
- توم إيول بدور وارن أتينجر
- ديفيد واين بدور كيب لوري، كاتب أغاني وعازف بيانو
- جين هاجن بدور بيريل كاين
- هوب إيمرسون بدور أوليمبيا لا بير
- إيف مارش بدور جريس
- كلارنس كولب بدور القاضي ريزر
- إيمرسون تريسي بدور جولز فريك
- بولي موران بدور السيدة ماكجراث
- ويل رايت بدور القاضي ماركاسون
- إليزابيث فلورنوي بدور الدكتورة مارغريت برودي
- مارفن كابلان بدور كاتب اختزال المحكمة

## روابط خارجية
- ضلع آدم في موقع TCM.com
- Adam's Rib on the American Film Institute Catalog
- Adam's Rib  في قاعدة بيانات الأفلام على الإنترنت (بالإنجليزية)
- ضلع آدم على موقع أول موفي.
- ضلع آدم في روتن توميتوز.